# شيلا والش (كاتبة غنائية)
شيلا والش (بالإنجليزية: Sheila Walsh)‏ هي كاتبة غنائية بريطانية، ولدت في 5 يوليو 1956 في آير في المملكة المتحدة.

## وصلات خارجية
- الموقع الرسمي
- شيلا والش على موقع IMDb (الإنجليزية)
- شيلا والش على موقع ميوزك برينز (الإنجليزية)
- شيلا والش على موقع أول ميوزيك (الإنجليزية)
- شيلا والش على موقع ديسكوغز (الإنجليزية)
- شيلا والش على موقع قاعدة بيانات الفيلم (الإنجليزية)